# Alphonso Ford
Alphonso Gene Ford (* 31. Oktober 1971 in Greenwood, Mississippi; † 4. September 2004 in Memphis, Tennessee) war ein US-amerikanischer Basketballspieler. Bereits während seiner Studienzeit war Ford einer der besten und beständigsten Punktesammler in der Geschichte der NCAA Division I. Nach dem Studienende reichte es für ihn trotzdem nur zu einzelnen Einsätzen in der am höchsten dotierten Profiliga National Basketball Association (NBA). Nachdem er ansonsten in der Minor League CBA gespielt hatte, wechselte er 1995 nach Europa, wo er nach einer Station in Spanien insbesondere in Griechenland spielte. Zum Ende seiner Karriere spielte er noch zwei Saisons in Italien. Ford erreichte in der Regel einen Durchschnitt von mehr als 20 Punkten pro Spiel in Europa und war in den ersten beiden Spielzeiten der EuroLeague als Topscorer der Spieler mit dem besten Punkteschnitt aller Spieler. Nachdem Ford in der Saison 1997/98 wegen einer Leukämie-Erkrankung bereits eine komplette Spielzeit aussetzen musste, setzte er seine Leistungssportkarriere trotzdem fort. Im September 2004 verstarb Ford im Alter von nicht ganz 33 Jahren, obwohl er bis kurz zuvor gespielt hatte und sein Karriereende erst wenige Tage vorher verkündet hatte. Die Trophäe des besten Punktesammlers in einer Spielzeit im höchsten europäischen Vereinswettbewerb EuroLeague wurde zu seinen Ehren als Alphonso Ford Top Scorer Trophy benannt.

## Karriere
Ford ging zum Studium an die Mississippi Valley State University in Itta Bena, die als Historisch afroamerikanisches Bildungsinstitut für Personen afroamerikanischer Abstammung in Zeiten der Rassentrennung gegründet worden war. Dort spielte er von 1989 bis 1993 in der Hochschulmannschaft Delta Devils in der Southwestern Athletic Conference (SWAC) der NCAA. Weder die Basketballmannschaften der SWAC im Allgemeinen, noch die Delta Devils im Speziellen werden zu den führenden Mannschaften in der Division I der NCAA gezählt. Ford gelang es, bereits in seinem ersten Jahr als Freshman einen Punkteschnitt von nahezu 30 Punkten zu erzielen, den er im Jahr darauf auf knapp 33 Punkte pro Spiel steigerte. Dies wurde in jener Spielzeit innerhalb der Division I nur von Kevin Bradshaw übertroffen. Ford konnte sich in jeder seiner vier Collegespielzeiten unter den „Top Ten“ in der Kategorie der besten durchschnittlichen Punktesammler platzieren und erzielte mit insgesamt 3.165 Punkten in vier Jahren die viertbeste Punktausbeute aller Spieler der Geschichte der Division I. Trotz seiner individuellen Bestleistungen reichte es für die Delta Devils nur zu einem Meisterschaftsturniersieg in der SWAC 1992. Anschließend schied man in der landesweiten NCAA-Endrunde in der ersten Runde gegen die in der Regionalgruppe an Nummer 1 gesetzten Buckeyes der Ohio State University mit 56–:83 aus.
In der Entry Draft der am höchsten dotierten Profiliga National Basketball Association (NBA) wurde Ford nach dem Ende seiner Collegekarriere 1993 in der zweiten Runde an 34. Position von den Philadelphia 76ers ausgewählt. Hier schaffte er es nicht in den endgültigen Saisonkader und wurde zu Saisonstart der NBA 1993/94 aus seinem Vertrag entlassen. Ford schloss sich den Tri-City Chinook aus Tri-Cities (Washington) in der Minor League Continental Basketball Association (CBA) an. Ab Mitte März 1994 bekam er dann zwei aufeinanderfolgende Kurzzeitverträge bei den Seattle SuperSonics und damit doch noch zu seinen ersten sechs Einsätzen in der NBA in seiner Rookie-Saison als Profi. In den NBA Play-offs, in denen der Hauptrundenerste Sonics mit über 60 Saisonsiegen und dem deutschen NBA All-Star Detlef Schrempf im Kader beinahe sensationell in der ersten Runde ausschied, war Ford bereits nicht mehr unter Vertrag. In der Saisonpause bekam Ford einen Vertrag bei den Los Angeles Clippers, der wie ein Jahr zuvor kurz vor Saisonstart aufgelöst wurde. Nachdem Ford erneut bei den Tri-City Chinook in der CBA gespielt hatte, wiederholte sich seine persönliche Geschichte vom Vorjahr, als er diesmal Ende März 1995 zwei Kurzzeitverträge von den Sixers bekam, die sich aber ohnehin nicht für die Play-offs der Saison 194/95 qualifizieren konnten. Hier kam er zwar in fünf Einsätzen zu deutlich mehr Spielzeit, ohne diese jedoch sonderlich produktiv nutzen zu können.
Nachdem sich Ford nicht längerfristig in einem NBA-Kader festsetzen konnte und seine CBA-Mannschaft Chinook nach dem Saisonende 1995 aufgelöst worden war, setzte Ford seine professionelle Karriere in Europa fort, wo er in der Saison 1995/96 für den Verein CB Peñas aus Huesca in der spanischen Liga ACB spielte. Für diese Mannschaft war er mit knapp 25 Punkten im Schnitt der zweitbeste Punktesammler jener Spielzeit hinter John Morton, der im Vorjahr in Huesca gespielt hatte. Wie im Vorjahr konnte man den Klassenerhalt nur in einer Play-down-Ausscheidung erreichen. Anschließend zog sich der Verein jedoch nach elfjährig ununterbrochener Zugehörigkeit zur höchsten nationalen Spielklasse freiwillig in die zweite Liga zurück und vergab die Lizenz an Baloncesto Fuenlabrada. Ford wechselte daher zur folgenden Spielzeit in die höchste griechische Spielklasse A1 Ethniki zu AS Papagou aus der Hauptstadt Athen. Nach dem Wiederaufstieg ein Jahr zuvor verbesserte sich die Mannschaft auf den siebten Platz und traf in den Pre-Play-offs unter vertauschten Vorzeichen erneut auf Sporting Athen, denen man gleichwohl wie im Vorjahr unterlag. Bei Ford, mit knapp 24 Punkten pro Spiel Topscorer der höchsten griechischen Spielklasse, wurde nach Saisonende Leukämie festgestellt, so dass AS Papagou den Vertrag auflöste und Ford die gesamte folgende Saison pausierte, um die lebensbedrohliche Erkrankung zu kurieren.
Scheinbar genesen unterschrieb Ford zur Saison 1998/99 einen Vertrag bei Sporting Athen, die sich nur leicht auf einen elften Platz verbessern konnten und in den Pre-Play-offs gegen Iraklis Thessaloniki ausschieden. Ford war bei seiner Rückkehr in die höchste griechische Spielklasse erneut Topscorer mit knapp 23 Punkten pro Spiel und bekam nun einen Vertrag beim Ligakonkurrenten GS Peristeri, die in den 1990er Jahren auch regelmäßiger Teilnehmer an europäischen Vereinswettbewerben waren. Im Korać-Cup 1999/2000 erreichte man das Achtelfinale, das gegen CB Estudiantes verloren ging. In der nationalen Meisterschaft erreichte man auf dem fünften Platz die beste Platzierung seit drei Jahren, aber in den Play-offs schied man mit Ford, der zum dritten Mal Topscorer der A1 Ethniki wurde, in der ersten Runde gegen PAOK Thessaloniki aus. Nachdem der Konflikt zwischen den führenden Vereinen aus den südeuropäischen Ligen und der FIBA Europa über die Organisation der Europaliga eskaliert war und der neu gegründete ULEB-Verband der Vereine sich die zuvor ungeschützten Markenrechte an der Europaliga gesichert hatte, setzte nun ein bizarres Geschachere um die Teilnehmer und höhere Anerkennung in den konkurrierenden Wettbewerben FIBA Suproleague und EuroLeague ein. Während bis auf Italien und Spanien die meisten Landesmeister, darunter auch Titelverteidiger Panathinaikos Athen, weiter im FIBA-Wettbewerb starteten, rutschte Peristeri zusammen mit weiteren griechischen Mannschaften als Vorjahresfünfter ins Teilnehmerfeld der neuen EuroLeague 2000/01. Nach einem starken zweiten Platz in der Vorrunde hinter dem italienischen Meister Paf Bologna schied Peristeri in den Achtelfinal-Play-offs gegen TAU Cerámica aus. Ford als Topscorer der Premierensaison mit 26 Punkten pro Spiel wurde für das „All-Euroleague First Team“ als Shooting Guard ausgewählt. In der griechischen Meisterschaft, in der Ford zum dritten Mal in Folge Topscorer wurde, erreichte Peristeri punktgleich mit dem Titelverteidiger und Ersten Panathinaikos Athen einen historischen zweiten Platz nach der Hauptrunde, musste sich jedoch in der Play-off-Halbfinalserie in zwei Spielen Olympiakos Piräus geschlagen geben, die anschließend die Finalserie in fünf Spielen verloren.
In der Saison 2001/02 wechselte Ford zum Vizemeister Olympiakos nach Piräus, die seit dem Triple 1997 nichts bedeutendes mehr gewonnen hatten und auch in der nationalen Meisterschaft letztendlich immer dem Erzrivalen Panathinaikos unterlegen gewesen waren. Auf europäischer Ebene hatte die ULEB die besseren Argumente, i. e. die finanzkräftigeren Partner, auf ihrer Seite und die FIBA musste klein beigeben, so dass die Suproleague eingestellt wurde und in der EuroLeague 2001/02 auch alle europäischen Landesmeister aus den sportlich stärksten oder vermarktungstechnisch interessantesten Ligen starteten. In der zweiten Runde musste sich Olympiakos in einer griechischen „Gruppe“ mit Meister Panathinaikos, dem späteren Meister AEK Athen sowie dem slowenischen Meister und späteren ABA-Liga-Sieger KK Union Olimpija auseinandersetzen. Panathinaikos behielt bei nur einer Niederlage in Piräus die Oberhand, während Olympiakos ausgeschieden war, und konnte anschließend auch den Wettbewerb gewinnen. Ford wurde mit knapp 25 Punkten im Durchschnitt erneut Topscorer der Euroleague und in das „All-Euroleague Second Team“ der zehn besten Spieler der Saison gewählt. Nach dem Titelgewinn im griechischen Pokalwettbewerb verhinderte Olympiakos in der Halbfinalserie der nationalen Meisterschaft einen weiteren Meisterschaftserfolg von Titelverteidiger Panathinaikos, musste sich aber seinerseits in der Finalserie AEK Athen noch geschlagen geben, obwohl man die ersten beiden Finalspiele gewonnen hatte.
Ford wechselte zur Saison 2002/03 in die italienische Lega Basket Serie A zu dem aufstrebenden Verein Montepaschi aus Siena. In der EuroLeague 2002/03 konnte man in der zweiten Runde unter anderem Titelverteidiger Panathinaikos hinter sich lassen und erreichte etwas überraschend das Final-Four-Turnier. Dort verlor man das Halbfinale gegen den italienischen Meister Benetton Treviso, sicherte sich aber mit einem Erfolg im „kleinen Finale“ über PBK ZSKA Moskau den dritten Platz im höchsten europäischen Vereinswettbewerb. Mit knapp 18 Punkten im Schnitt verpasste Ford jedoch erstmals die Auszeichnung als bester Scorer der Euroleague, doch als einziger Spieler von Siena wurde er für das „All-Euroleague First Team“ der Saison ausgewählt. Auch in der Play-off-Halbfinalserie der italienischen Meisterschaft musste sich Siena Titelverteidiger Treviso geschlagen geben. Für die folgende Saison 2003/04 bekam Ford einen Vertrag beim Ligakonkurrenten Scavolini aus Pesaro. Der Verein, in den 1980er Jahren bereits zweimal italienischer Meister, war jedoch nach einem 13. Platz im Vorjahr in keinem europäischen Vereinswettbewerb vertreten. Scavolini kehrte mit einem vierten Platz in der Hauptrunde unter die besten italienischen Mannschaften zurück, musste sich aber in der Play-off-Halbfinalserie Fords ehemaliger Mannschaft Montepaschi Siena geschlagen geben, die anschließend ohne Niederlage in den Play-offs erstmals die italienische Meisterschaft gewannen. Nachdem sich Ford im August 2004 zu einer Vertragsverlängerung entschlossen hatte in Pesaro, die sich nach dem vierten Platz auch erstmals für die EuroLeague qualifiziert hatten, meldete er kurz darauf Ende August, dass er seine Karriere wegen eines akut gewordenen Rückfalls seiner Leukämie-Erkrankung nicht fortsetzen könne. Bereits knapp zehn Tage später verstarb Ford im Alter von noch nicht einmal 33 Jahren in einem Krankenhaus in Memphis. Er hinterließ eine Frau und zwei Söhne. Auf Initiative von Fans sowie griechischen und italienischen Medien beschloss die ULEB zu seinen Ehren, eine nach ihm benannte Trophäe für den besten durchschnittlichen Punktesammler einer EuroLeague-Saison zu stiften.